# Ländereinführungsgesetz
Das am 22. Juli 1990 durch die Volkskammer verabschiedete Ländereinführungsgesetz stellte in der Deutschen Demokratischen Republik die Länder wieder her, die mit der Verwaltungsreform von 1952 abgeschafft worden waren. Die sich neu konstituierenden deutschen Länder wurden im Wesentlichen durch Zusammenlegung von Bezirken gebildet, dadurch unterschieden sich die neuen Grenzen von denen von 1947, woran auch kleinere Umgliederungen seit 1990 nur wenig geändert haben. 
Außerdem enthält das Verfassungsgesetz die notwendigen Bestimmungen über das Verhältnis zwischen (bundesstaatlicher) Republik und Ländern; mit der deutschen Wiedervereinigung wurden diese jedoch aufgehoben. Ursprünglich sollte das Gesetz erst am 14. Oktober in Kraft treten, dieser Termin wurde jedoch durch den Einigungsvertrag auf den 3. Oktober 1990 und damit das Datum der Wiedervereinigung vorgezogen.

## Zusammensetzung der neu errichteten Länder

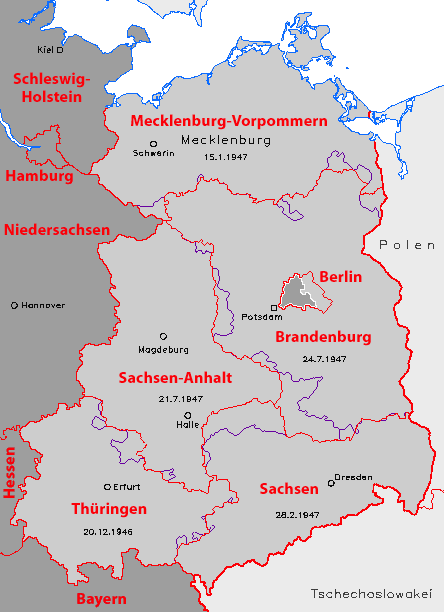
Die nach dem Zweiten Weltkrieg 1945–1947 gebildeten ostdeutschen Ländergrenzen in violett. In rot die Grenzen der 1990 neugebildeten Länder und vom Land Berlin auf dem Gebiet Groß-Berlins.

| Land                   | Vorherige Bezirke                             | Ohne die Kreise                    | Zuzüglich der Kreise            |
| ---------------------- | --------------------------------------------- | ---------------------------------- | ------------------------------- |
| Mecklenburg-Vorpommern | Neubrandenburg, Rostock und Schwerin          | Perleberg, Prenzlau und Templin    | –                               |
| Brandenburg            | Cottbus, Frankfurt/Oder und Potsdam           | Hoyerswerda, Jessen und Weißwasser | Perleberg, Prenzlau und Templin |
| Sachsen-Anhalt         | Halle und Magdeburg                           | Artern                             | Jessen                          |
| Sachsen                | Dresden, Karl-Marx-Stadt/Chemnitz und Leipzig | Altenburg und Schmölln             | Hoyerswerda und Weißwasser      |
| Thüringen              | Erfurt, Gera und Suhl                         | –                                  | Altenburg, Artern und Schmölln  |